# GOG Håndbold
GOG Håndbold is een Deense handbalclub uit Gudme. Zowel het dames- als het herenteam speelt in de hoogste divisie van de Deense clubcompetitie.
De oprichting van GOG in 2005 was het resultaat van een fusie tussen Svendborg TGI en GOG. GOG, opgericht in 1973, was het handbalteam van Gudbjerg, Oure en Gudme, drie kleine plaatsen die tot de gemeente Svendborg behoren.
Het damesteam speelt sinds 1985 in de eredivisie en won deze viermaal (1990, 1991, 1992, 1993). Ook wonnen de dames zesmaal de Deense cup (1988, 1989, 1991, 1992, 2000, 2005). In de Europese clubcompetities komt het team sinds 1993 uit. In dat jaar debuteerde het team in de EHF Champions League, maar speelde daarna voornamelijk in de EHF Cup. Daarin bereikte het zes keer de kwartfinale. In de meer prestigieuze EHF Cup Winners’ Cup schopte GOG het in seizoen 06/07 tot de kwartfinale, maar verloor daarin van Budapest Bank-FTC uit Hongarije.
In 1987 trad het herenteam toe tot de eredivisie en is daarin zeer succesvol. Het eindigde voortdurend bij de beste drie en wist het seizoen zeven keer winnend af te sluiten (1992, 1995, 1996, 1998, 2000, 2004, 2007). Bovendien won het negen keer het toernooi om de Deense cup (1990, 1991, 1992, 1995, 1996, 1997, 2002, 2003, 2005). Sinds 1993 spelen de heren mee in de Europese competities: drie keer in de EHF Cup, vijf keer in de EHF Cup Winners’ Cup en acht maal in de EHF Champions League. Ze wisten nog geen Europese titel te behalen. De beste prestatie op het internationale podium was het bereiken van de finale van de Cup Winners Cup in seizoen 94/95, waarin werd verloren van FC Barcelona (46-57).